# Жуков, Клим Александрович
Кли́м Алекса́ндрович Жу́ков (род. 29 марта 1977, Ленинград, РСФСР, СССР) — российский видеоблогер, исторический реконструктор и публицист, а также писатель-фантаст. По образованию — историк-медиевист, выпускник исторического факультета СПбГУ.
Эксперт по средневековому оружию XIV—XV веков. Деятель и руководитель ряда объединений движения исторической реконструкции в России.
Автор и соавтор девяти книг в жанре нон-фикшен; соавтор Александра Зорича по фантастической тетралогии «Пилот», входящей в цикл «Вселенная „Завтра война“», написанной в жанре космической оперы.

## Биография
Родился 29 марта 1977 года в Ленинграде. Имя получил в честь К. Е. Ворошилова. Отец — протодиакон Александр Михайлович Жуков (1953—2020), служивший при храме Архистратига Михаила в Токсово. Предки со стороны отца являлись выходцами из оренбургского казачества, а предки со стороны бабушки по отцу были коренными петербуржцами. Бабушка — Ольга Георгиевна являлась первым секретарём городского комитета (горкома партии) КПСС города Клинцы Брянской области, происходит из Белоруссии и жила там во время немецкой оккупации. Дед во время Великой Отечественной войны служил в морской пехоте.
В 1999 году окончил исторический факультет СПбГУ по кафедре истории Средних веков по специальности «медиевистика», защитив дипломную работу по теме «Двуручный меч в Германии и Италии XV—XVII вв.», согласно собственному утверждению, одним из оппонентов был А. А. Хлевов. В том же году поступил в аспирантуру Отдела славяно-финской археологии Института истории материальной культуры РАН. Темой кандидатской диссертации выбрал согласно одним данным «Русский корпусный доспех XIII—XV вв.», согласно другим — «Защитное вооружение русского воина Северо-Западного региона XIII—XV вв.» (научный руководитель — А. Н. Кирпичников), но работа не была защищена.
В 1999—2008 годах — научный сотрудник Эрмитажа, где сначала работал в отделе нумизматики, а затем до 2004 года в отделе истории оружия «Арсенал». С 2005 по 2008 год — сотрудник холдинга Museum-on-Line, Inc. при Эрмитаже. Преподавал в Русском христианском гуманитарном институте и в школе «Праздник плюс». Проводил занятия по историческому фехтованию и военному снаряжению в Гилдхоллской школе музыки и театра. В 2016 году был научным секретарём семинара военной археологии при Институте истории материальной культуры РАН.
С апреля 2017 года — индивидуальный предприниматель.
Жена Елена — программист.

## Историко-реконструкторская деятельность
Заинтересовался исторической реконструкцией в детстве, после посещения с родителями Рыцарского зала Государственного Эрмитажа и решения поступать на исторический факультет СПбГУ. Впервые узнал о реконструкторах в 1990 году, когда был основан клуб «Княжеская дружина», участники которого повторили поход Александра Невского от Великого Новгорода до Ладоги и до места Невской битвы. Учась в средней школе, Жуков собирал газетные вырезки о движении, а после поступления в университет в 1994 году сам вступил в «Княжескую дружину», решив заниматься «европейским Средневековьем XIV века»; начиная с 2015 года работал в двух других направлениях — «итальянский XV век и англосаксонский VI век — предвикингская эпоха». В реконструкторской среде известен как Роже́.
После того как под Гатчиной в 1996 году состоялось проведение первого в современной России «мультивекового фестиваля реконструкторов», Жуков «плотно занимался их организацией». Выступал в качестве организатора и/или исторического консультанта подготовки проведения реконструкторских фестивалей, среди которых «Времена и эпохи», «Русская крепость» и «Турнир святого Георгия».
Является руководителем клуба исторической реконструкции «Меченосец», кроме того, руководителем всероссийского межклубного объединения исторической реконструкции «Ливонский орден» и соорганизатором всероссийского межклубного объединения исторической реконструкции «Гран Компания», а также сопредседателем Ассоциации средневековых боевых искусств.
С 2002 года начал участвовать в киносъёмках в качестве исторического консультанта, участника массовки и каскадёра. В 2007 году участвовал в качестве исторического консультанта по костюмам и актёра массовки («то швед, то русский, то немец — переодевался по пять раз в день») в боевых сценах в фильме «Александр. Невская битва».

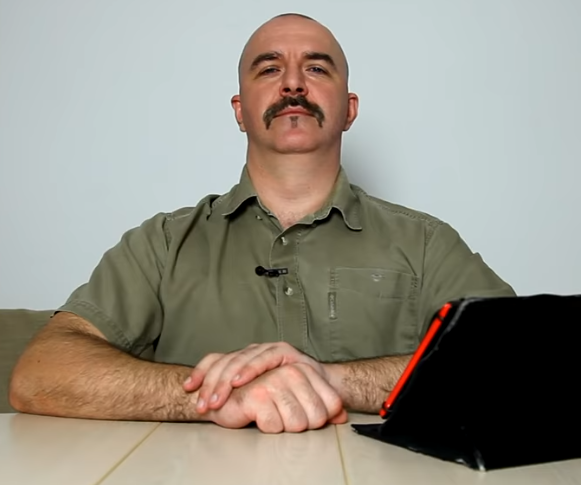
Клим Жуков в 2019 году

## Общественно-просветительская деятельность
Сетевой публицистикой начал заниматься с 1999 года. Вёл блоги на информационно-просветительском портале «Красные Советы», на военно-историческом портале Warspot.ru. Автор статей на федеральном портале «История.рф» и колумнист газеты «Аргументы и факты». С марта 2018 года ведёт свой собственный видеоканал на YouTube, на котором (по состоянию на сентябрь 2022 года) 560 тысяч подписчиков и 78 миллионов просмотров.
Является постоянным гостем и собеседником блогера Гоблина в проекте «Разведопрос», где выступает с лекциями на различные темы российской и зарубежной истории, которые размещаются на «История.рф». В период с 2015 по 2018 год на сайте oper.ru было опубликовано 380 роликов с участием Жукова. В проекте «Синий Фил» ролик с разбором российского фильма «Викинг» (опубликован 31 декабря 2016 года) набрал 3507045 просмотров. Кроме того, в новом разделе «Мыльный опер» вместе с Пучковым в форме дружеского диалога занимается историко-культурологическим разбором многих популярных американских телесериалов, таких как «Во все тяжкие», «Игра престолов», «Клан Сопрано» и «Рим»; в 2020 году по телесериалу «Рим» была следующая статистика: 1090090 просмотров, 21000 лайков, 903 дизлайков и 800 комментариев. Также сам выступал в «Разведопросе» в качестве ведущего в беседах о Наполеоне и его эпохе со специалистом по военной истории Франции историком Олегом Соколовым.
Выступает в качестве эксперта в программе «Деконструкция» Кристины Егоровой — совместном просветительском онлайн-проекте телеканала «Продвижение» и сетевого портала Кино-театр.ру.
Автор критической рецензии на псевдонаучный фильм «Рюрик. Потерянная быль» писателя-сатирика Михаила Задорнова. В 2016 году выступил на научно-просветительском форуме «Учёные против мифов-2», организованном порталом «Антропогенез.ру», с докладом «Как придумать историю Руси? Советы для дилетантов». В ходе своего выступления Жуков высказывал мнение, что ответственному государственному руководству следует обеспечивать объективное и основанное на научных данных освещение истории страны, поскольку неограниченное распространение псевдоистории в лице Льва Прозорова, Владимира Резуна и Анатолия Фоменко, а также поддержка фальсификации истории на уровне государства могут привести к далеко идущим политическим последствиям. В январе 2017 года в том же качестве выступил на третьем заседании научно-просветительского форума с докладом «Мифотворчество литераторов — на примере произведений Акунина», где на примере книги писателя Бориса Акунина «История российского государства» рассмотрел, какими способами происходит мифологизация истории в художественной литературе. В ходе выступления он высказал мнение, что данное произведение Акунина не обладает никакой научной ценностью, содержит ошибки и вводит читателя в заблуждение на каждой странице, подытожив, что гораздо большая польза будет от прочтения «Истории государства Российского» историка Карамзина, чем обращение к литературе, представляющей собой низкокачественную подделку под историческую.
В 2017 году совместно с историком-медиевистом И. Н. Данилевским оказывал помощь руководителю группы специальных проектов ТАСС Кристине Недковой в подготовке материала «Давно и неправда: миф о Ледовом побоище», приуроченного к 775-летию со дня сражения на Чудском озере, который затем получил широкое распространение в социальных сетях и в «Живом Журнале».

### Оценки и мнения
В 2020 году согласно опросу исследовательского холдинга «Ромир», в категории интернет-деятелей, которым доверяют больше всего россияне, Клим Жуков занял 7-е место.
Как отмечал доктор исторических наук, профессор В. В. Долгов про творчество Клима Жукова: «Чаще всего он излагает вполне научные факты. Однако „просто факты“ интереса у публики не вызывают. Поэтому он стилизует изложение вполне доброкачественной информации под „разоблачение“». Анализируя видеоролик Клима Жукова о Ледовом побоище, В. В. Долгов предельно строг: это, «конечно, не бредни академика Фоменко и не „откровения“ академика Пивоварова. Однако удручает критическое количество неточностей. Да и разоблачительный пафос, являясь хорошей приправой для возбуждения зрительского интереса, в большом количестве вызывает недоверие к исторической науке в целом».
Положительно настроен исторический социолог Г. М. Дерлугьян, замечавший о лекциях Жукова в интернете, которые слушает «с удовольствием и изумлением» — у него «всё „прикольно“, полно иронических речевых прибамбасов, однако в то же время профессионально».

## Художественная литература
В качестве писателя-фантаста дебютировал написанной в соавторстве с Екатериной Антоненко в 2010 году книгой «Солдат императора», в которой рассказывается о приключениях представителя высокоразвитой галактической цивилизации в средневековой Европе. В 2011—2012 годах в соавторстве с Александром Зоричем написал в жанре космической оперы тетралогию «Пилот» (первый роман — «Пилот мечты»), входящую в цикл «Вселенная „Завтра война“». В 2013 году на «Московском фестивале фантастики „Серебряная стрела“» выдвигался на получение премии в номинации «Со-творение (лучшее соавторство)» за роман «Пилот особого назначения».

## Взгляды
Беспартийный, считает себя коммунистом. Убеждённый материалист и придерживается материалистических взглядов на исторический процесс.
Был чтецом Спасо-Преображенского собора в Санкт-Петербурге, и в этом качестве 17 августа 1990 года принимал участие в первом богослужении в Исаакиевском соборе, которое лично проводил Патриарх Московский и всея Руси Алексий II.

## Публикации

### Книги
- Жуков К. А., Коровкин Д. С. Западноевропейский доспех раннего ренессанса / Под ред. А. В. Арановича; Федер. агентство по образованию, Санкт-Петерб. гос. ун-т технологии и дизайна. — СПб.: СПбГУТД, 2005. — 100 с. — (Исторические реконструкции). — 500 экз.
- Алексинский Д. П., Жуков К. А., Бутягин А. М., Коровкин Д. С. Всадники войны. Кавалерия Европы. — М. СПб.: Полигон; АСТ, 2005. — 488 с. — 5100 экз. — ISBN 5-17-027891-8, ISBN 5-89173-277-7.
- Жуков К. А. Военный костюм Средневековой Европы. Книга для раскрашивания. — СПб.: Арка, 2008. — 24 с. — 5000 экз. — ISBN 978-5-91208-024-1.
- Жуков К. А., Антоненко Е. Солдат императора. — М.: Эксмо, 2010. — 544 с. — (Абсолютное оружие). — 7000 экз. — ISBN 978-5-699-41851-0.
- Жуков К. А., Зорич А. Пилот мечты: фантастический роман. — М.: АСТ; Астрель, 2011. — 384 с. — (Вселенная «Завтра война»: проект Александра Зорича). — 7000 экз. — ISBN 978-5-17-073639-3, ISBN 978-5-271-37681-8.
- Жуков К. А., Зорич А. Пилот вне закона: фантастический роман. — М.: Астрель; Полиграфиздат, 2012. — 415 с. — (Вселенная «Завтра война» : проект Александра Зорича). — 7000 экз. — ISBN 978-5-271-39430-0, ISBN 978-5-4215-2983-7.[63]
- Жуков К. А., Зорич А. Пилот особого назначения: фантастический роман. — М.: Астрель, 2012. — 350 с. — (Вселенная «Завтра война» : проект Александра Зорича). — 5500 экз. — ISBN 978-5-271-43588-1.
- Жуков К. А., Зорич А. Пилот на войне: фантастический роман. — М.: Астрель, 2012. — 511 с. — (Вселенная «Завтра война»: проект Александра Зорича). — 4500 экз. — ISBN 978-5-271-39121-7.
- Жуков К. А. Древняя Русь. От Рюрика до Батыя / Предисл. Дмитрий Goblin Пучков. — СПб.: Питер, 2020. — 288 с. — (Разведопрос). — 3000 экз. — ISBN 978-5-4461-1413-9.
- Жуков К. А., Пучков Д. Ю. «Рим». Мир сериала. — СПб.: Питер, 2020. — 784 с. — (Тупичок Гоблина). — ISBN 978-5-4461-1317-0.
- Жуков К. А. Средневековая Русь: от призвания варягов до принятия христианства / Предисл. Дмитрий Goblin Пучков. — СПб.: Питер, 2020. — 224 с. — (Тупичок Гоблина). — ISBN 978-5-4461-1387-3.
- Жуков К. А. Викинги. История эпохи: 793—1066 гг. / Предисл. Дмитрий Goblin Пучков. — СПб.: Питер, 2021. — 352 с. — (Тупичок Гоблина). — ISBN 978-5-00116-605-4.
- Жуков К. А. Дед. — СПб.: Питер, 2022. — 288 с. — (Тупичок Гоблина). — ISBN 978-5-00116-743-3.
- Жуков К. А. Инцидент. — СПб.: Питер, 2022. — 256 с. — (Тупичок Гоблина). — ISBN 978-5-00116-744-0.
- Жуков К. А. Солдат императора. — СПб.: Питер, 2022. — 800 с. — ISBN 978-5-4461-1951-6.

### Статьи
- Жуков К. А. Ранний зерцальный доспех на Руси // Вестник молодых учёных. Cерия. Исторические науки. — СПб.: СПбНЦ РАН, 2001. — № 5. — С. 82—87.
- Жуков К. А. Комбинированный ламеллярно-чешуйчатый доспех на Руси: (По изобразительным источникам XIV—XVI вв.) // Военно-исторический журнал Para bellum. — 2003. — № 2 (18). — С. 81—98.
- Жуков К. А. Рыцари Запада и Востока // Родина. — 2003. — № 5/6. — С. 135—138. — ISSN 0235-7089.
- Жуков К. А. Заморские панцири // Родина. — 2005. — № 3. — С. 66—68. — ISSN 0235-7089.
- Жуков К. А. К истории шатровидных шлемов на Руси XIII—XV вв. // Куликово Поле и Юго-Восточная Русь в XII—XIV вв.. — Тула: РИФ «Инфра», 2005. — С. 216—235.
- Жуков К. А. Куполовидные шлемы с полумасками на Руси // Военное дело России и её соседей в прошлом, настоящем и будущем. Материалы международной научно-практической конференции. 29-31 марта 2005 г., Санкт-Петербург. — М.: Министерство обороны Российской Федерации, 2006. — С. 151—156.
- Жуков К. А. Предисловие к русском изданию // Стоун Дж. К. Оружие и доспехи всех времён и народов = The Glossary of the Construction, decoration and Use of Arms and Armor of all Countries and in all Times / Пер. с англ. Л. И. Здановича; Ред. и авт. предисл. К. А. Жуков. — М.: АСТ; Астрель, 2008. — С. 5—12. — 768 с. — 4500 экз. — ISBN 978-5-17-052752-6, ISBN 978-5-271-21109-6.
- Жуков К. А. Русские сфероконические шлемы развитого средневековья // Воин. — 2009. — № 18. — С. 18—27.
- Кирпичников А. Н., Жуков К. А. Семинар «Военная археология» // Археологические вести. — СПб.: ИИМК РАН, 2010. — № 16. — С. 264—266. — ISSN 1817-6976.
- Жуков К. А., Чернышов К. М. Двойной Гульдинер Максимилиана I (1509 г.) как изобразительный источник по истории конского защитного снаряжения начала XVI в // Нумизматический альманах. — 2010. — № 3. — С. 12—23. — ISBN 978-5-98655-022-0.

### Научная редакция
- Стоун Дж. К. Оружие и доспехи всех времён и народов = The Glossary of the Construction, decoration and Use of Arms and Armor of all Countries and in all Times / Пер. с англ. Л. И. Зданович; Ред. и авт. предисл. К. А. Жуков. — М.: АСТ, Астрель, 2008. — 768 с. — 4500 экз. — ISBN 978-5-17-052752-6, ISBN 978-5-271-21109-6.
- Стоун Дж. К. Большая энциклопедия оружия и доспехов = The Glossary of the Construction, decoration and Use of Arms and Armor of all Countries and in all Times / Пер. с англ. Л. И. Зданович; Ред. К. А. Жуков. — М.: АСТ, Астрель, 2010. — 768 с. — (Большая энциклопедия). — 3500 экз. — ISBN 978-5-17-052742-7.

### Публицистика
- Жуков К. А. Стариковская история // Геополитика. — 28.10.2015. Архивировано 29 сентября 2016 года. (зеркало)
- Жуков К. А. Почему не надо казнить чучело Солженицына // История.рф, 14.10.2016.
- Жуков К. А., Сорокин А. Памятник — это от слова «сегодня». Кому нужен и кому опасен Иван Грозный в Орле // История.рф, 18.10.2016.
- Жуков К. А. Помнить поражения. Снимается фильм о третьей обороне Севастополя // История.рф, 28.10.2016.
- Жуков К. А. С чего начинается Родина. Патриотизм в материалистическом измерении // История.рф, 25.12.2016.
- Жуков К. А. О философском определении фашизма // Современный фашизм / Предисл. Дмитрий Goblin Пучков. — СПб.: Питер, 2018. — С. 9—84. — 224 с. — (Тупичок Гоблина). — 5000 экз. — ISBN 978-5-4461-0412-3.
- Попов М. В., Жуков К. А. Экономика. Закат либерализма / Предисл. Дмитрий Goblin Пучков. — СПб.: Питер, 2019. — 224 с. — (Тупичок Гоблина). — 5000 экз. — ISBN 978-5-4461-1012-4.
- Попов М. В., Моисеенко Д. А., Жуков К. А. Актуальный марксизм / Предисл. Дмитрий Goblin Пучков. — СПб.: Питер, 2019. — 256 с. — (Тупичок Гоблина). — ISBN 978-5-4461-1147-3.